# Grumman E-2

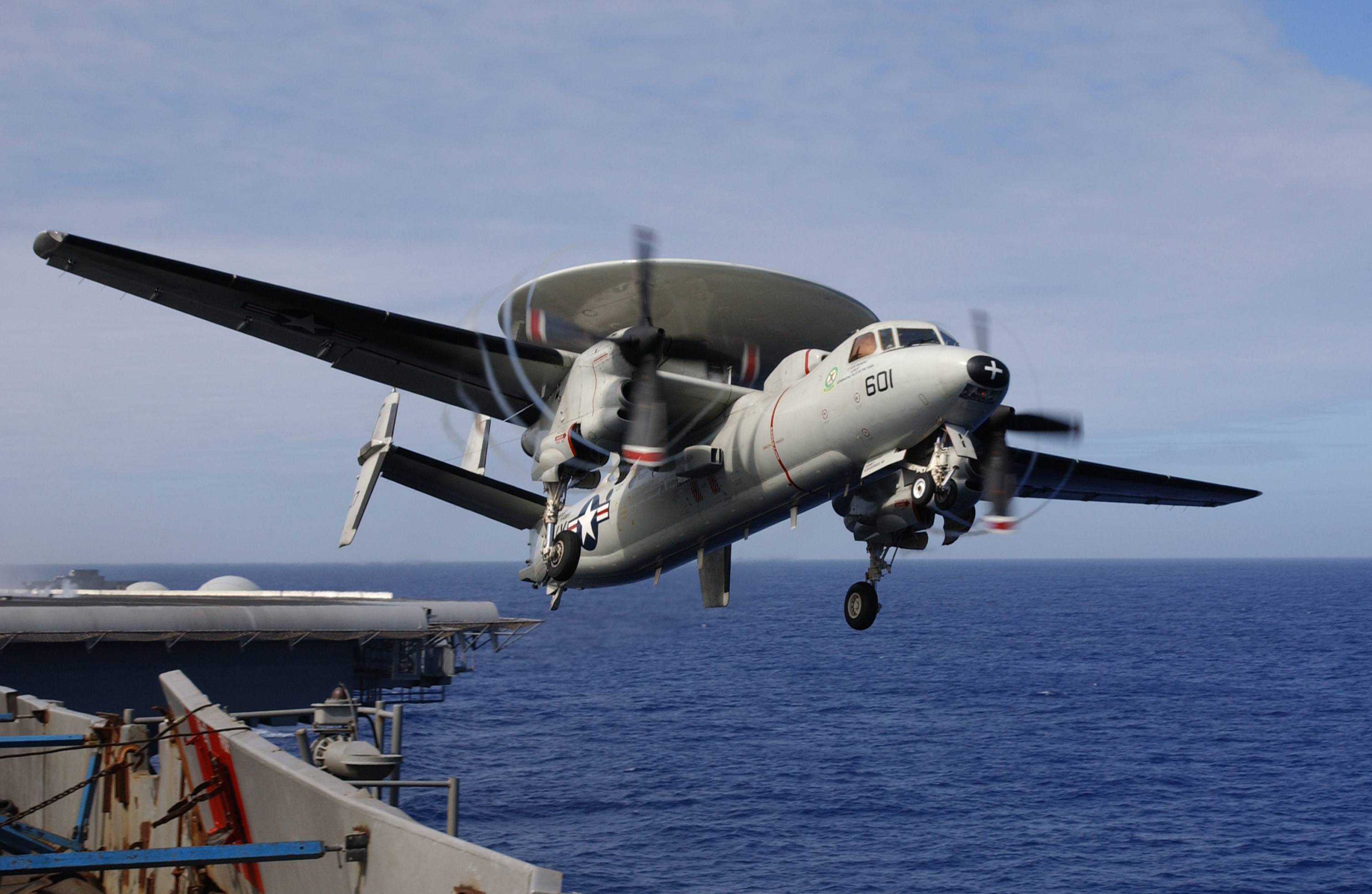
Start einer E-2C Hawkeye vom Flugzeugträger Kitty Hawk

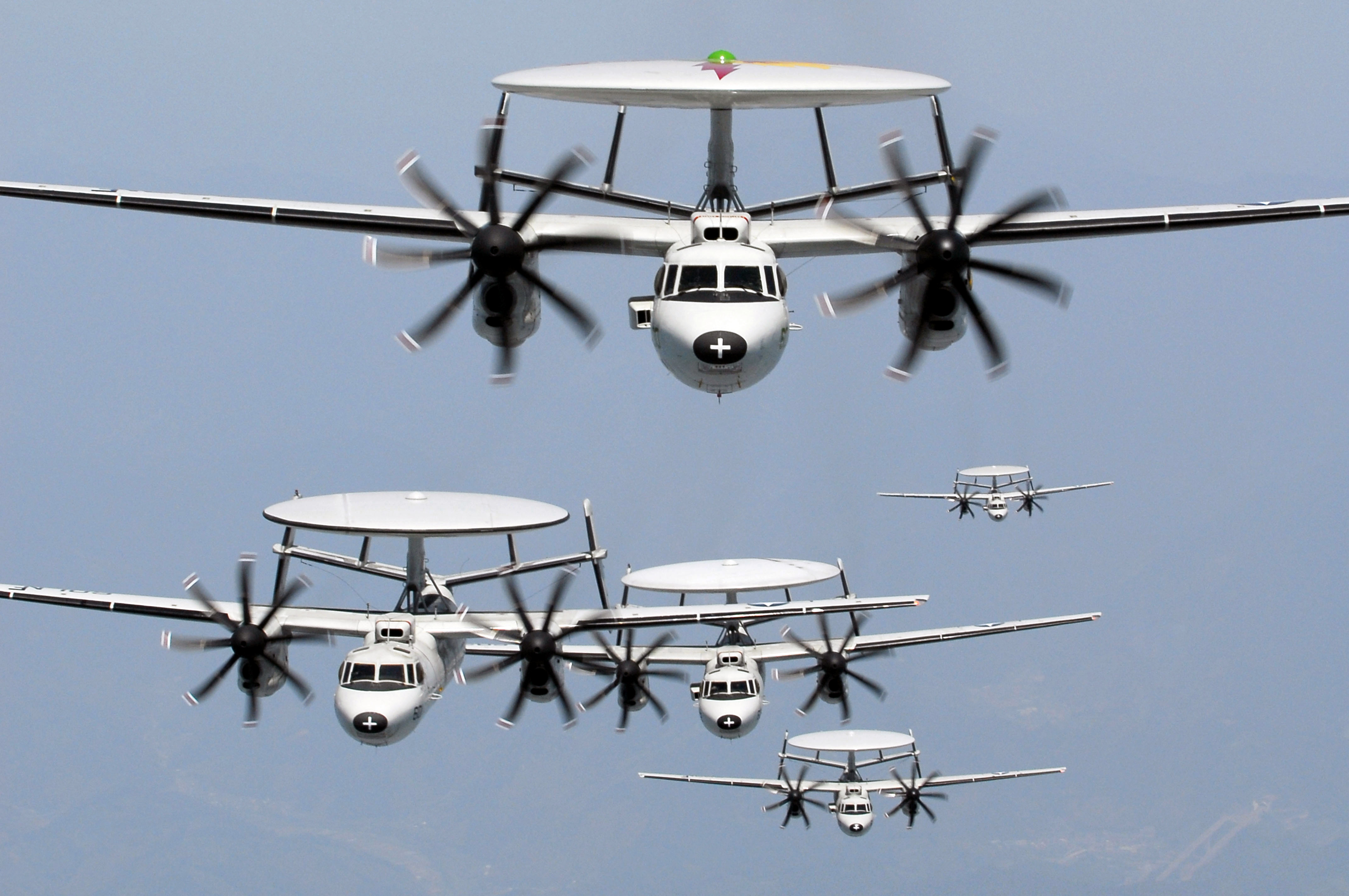
E-2C Hawkeye NP mit neuen Propellern

Die Grumman E-2 Hawkeye ist ein allwetterfähiges trägergestütztes Frühwarnflugzeug.

## Geschichte
Im Jahr 1956 wurde das Konzept der luftgestützten Frühwarnung so erweitert, dass nun alle taktischen Verwendungen von luftgestütztem Radar in der Flotte einbezogen werden sollten. Dieses als Naval Tactical Data System (NTDS) bezeichnete Konzept lieferte dem Kommandeur einer Trägerkampfgruppe umfassende Informationen über den Standort aller Schiffe und Flugzeuge, sowohl von eigenen als auch feindlichen Einheiten. So sollte eine optimale Führung und Einsatz aller Kräfte möglich werden. Das mit Computern zur Datenanalyse ausgerüstete Frühwarnflugzeug bildete die luftgestützte Komponente des Air Tactical Data System (ATDS).
Das erste Flugzeug in dieser Rolle war die Grumman E-1B Tracer (eine Variante des U-Jagd-Flugzeugs S-2 Tracker), die von 1958 bis 1977 im Einsatz war. Der Nachfolger der E-1B, war die E-2 Hawkeye, das erste speziell für diesen Einsatzzweck konstruierte Baumuster. Am 5. März 1957 wurde der Grumman-Entwurf Design 123 als Gewinner des AEW/AIC-Wettbewerbs (Airborne Early Warning/Air Intercept Control) bekanntgegeben. Das für den Einsatz auf einem Flugzeugträger außergewöhnlich große Flugzeug genügte trotzdem den Vorgaben eines Einsatzes auf den sogenannten SCB-27C-Trägern mit einem relativ kleinen Aufzug in der Decksmittellinie und geringen Deckenhöhen der Hangars. Zu den 27C-Flugzeugträgern gehörten die sechs nach dem Zweiten Weltkrieg umfassend für den Betrieb von Jetflugzeugen modernisierten Träger der Intrepid- und Hancock-Klassen, die beide aus der Essex-Klasse abgeleitet worden waren. Die E-2 wurde aber nie von diesen Trägern aus eingesetzt.
Der Erstflug des Prototyps, in dem bis 1962 gültigen Bezeichnungssystem W2F-1 genannt, fand am 21. Oktober 1960 statt, nachdem Grumman im März 1957 die entsprechende Ausschreibung gewonnen hatte. Der Wechsel von Computern mit einer fest verdrahteten „Programmierung“ hin zu softwaregesteuerten Computern wurde in der Variante E-2B durchgeführt. Die MOD-A/X-Software des NTDS wurde auf einem Litton L-304 installiert. Nach anderen Quellen soll sich auch die Kühlung der Elektronik schwierig gestaltet haben. Von den bis 1967 gebauten 59 Exemplaren der E-2A wurden 52 auf den E-2B-Standard umgerüstet.
Außer der US Navy fliegen auch die französische Marine, Republik China (Taiwan), Israel und die Streitkräfte Ägyptens die Hawkeye.
Ende 2001 begann die Entwicklung der Advanced Hawkeye; die Bezeichnung E-2D wurde im Juli 2004 zugeteilt. Die E-2D basiert auf der Hawkeye 2000 und hat erstmals ein neues drehbares Radar mit elektronischer Strahlschwenkung (AN/APY-9 im UHF-Bereich von 10 bis 100 Zentimetern Wellenlänge). Gegenüber dem AN/APS-145 der E-2C kann eine um 250 % größere Fläche abgedeckt werden. Weiterhin wurden ein verbessertes Kommunikationssystem (Link-11 und zwei Link-16) und neue Missionssysteme mit offener Systemarchitektur (beispielsweise 21-Zoll-Bildschirme) verbaut. Der Copilot kann nun bedarfsweise im ebenfalls neuen Glascockpit als vierter taktischer Operator eingesetzt werden. Ein weiteres Ziel war es, die Produktions- sowie die Wartungskosten zu senken. Der Erstflug der E-2D AA-1 (BuNo 163535) fand am 3. August 2007 statt. Die erste von drei Pilot-Production-Maschinen wurde im Juli 2010 an die Schulungstaffel VAW-120 ausgeliefert. Derzeit (2021) läuft die Beschaffung des zweiten Bauloses über 24 Flugzeuge, nachdem im ersten Serienbaulos bereits 26 Flugzeuge bestellt worden waren. Die US Navy hatte ursprünglich einen Bedarf von 75 Flugzeugen angemeldet, der im Februar 2020 auf 86 Maschinen erhöht wurde.

## Einsatz
Seitdem sie die E-1 im Jahr 1964 ablöste, ist die E-2 das „Auge der Flotte“. Ihre Feuertaufe hatte sie Ende 1965 im Vietnamkrieg; seitdem diente sie der Navy auf allen Konfliktschauplätzen rund um die Welt, an denen die USA Flugzeugträger im Einsatz hatten. Hawkeyes führten die F-14 Tomcat-Jäger, die 1986 während der Libyen-Krise Kampfeinsätze flogen, wobei sie in Zusammenarbeit mit den Kreuzern der Navy, die mit dem Aegis-Kampfsystem ausgerüstet waren, die Luftüberlegenheit sicherstellten. Die in der Avionik und bei den Waffencomputern modernisierte E-2B hatte am 20. Februar 1969 ihren Erstflug und kam ab 1970 zum Einsatz. Die E-2C hatte am 20. Januar 1971 ihren Erstflug. In der jüngeren Vergangenheit sorgten diese für Kommando und Kontrolle bei den Navy-Operationen im Persischen Golf, wobei sie sowohl Bodentruppen als auch Luftraumpatrouillen führten und in den ersten Kriegstagen beim Abschuss zweier irakischer MiG-21 durch F/A-18 Hornets mithalfen. E-2-Flugzeuge arbeiteten auch sehr effektiv bei „Law-Enforcement“-Aktionen im Rahmen der Anti-Drogen-Kampagnen der US-Regierung.

## Konstruktion
Die Hawkeye stellt luftgestützte Frühwarn-, Kommando- und Kontrollkapazitäten für die Trägerkampfgruppe zur Verfügung. Zu den weiteren möglichen Missionen gehören die Koordination von Bodentruppenbewegungen, die Führung von Kampfflugzeugen, Abfangjägern und SAR-Einheiten sowie die Rolle eines Kommunikations-Relais. Die Version E-2C (seit 1973 im Einsatz) benutzt computerunterstützte Sensoren, um Frühwarnungen, Bedrohungsanalysen und Kontrolle von Gegenmaßnahmen gegen Boden- und Luftbedrohungen bieten zu können. Konstruktiv ist die E-2 ein Schulterdecker mit einem rotierenden Radom von 7,32 m Durchmesser (24 Fuß) auf dem Rumpfrücken, in dem gestapelte Antennenelemente untergebracht sind. An den trapezförmigen Tragflächen sind zwei Allison T56-Turboprop-Triebwerke verschiedener Versionen mit vierblättrigen oder später achtblättrigen Propellern von Hamilton angebracht. Diese sind zur Unterdrückung von Radarstörungen mit einer besonderen Kunststoffbeschichtung versehen. Die komplexen Strömungsverhältnisse zwischen dem Radom und dem Rumpf machen eine Heckflosse mit mehreren Seitenleitwerken notwendig. Zur Bordausrüstung der Hawkeye gehören digitale Datenlinks wie Link 11 und Link 4, neuerdings auch Link 16, mit denen die Luftlage von den drei Systemoffizieren an Bord in Echtzeit an den Verband weitergegeben wird. Markant ist der Lufteinlauf für den Kühler der klimatisierten Kabine und die Elektronik, welcher gut sichtbar am Rumpf unter der rechten Tragfläche angebracht ist.

## Varianten

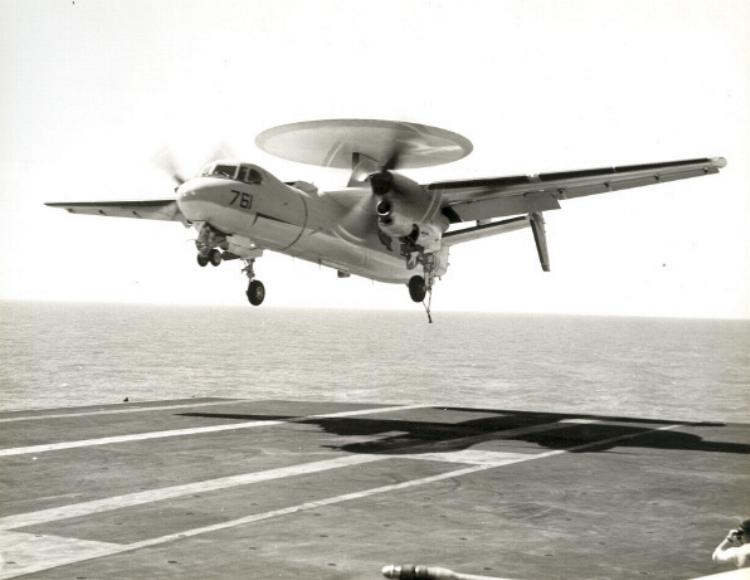
Eine E-2A der Staffel VAW-11 1966 auf der USS Coral Sea

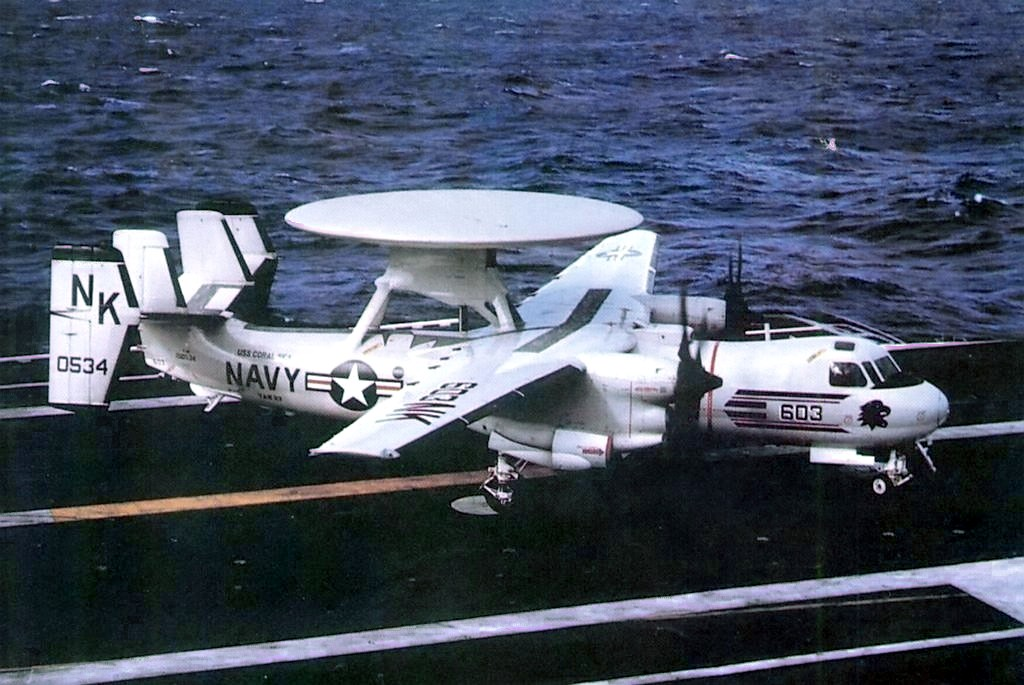
Eine E-2B nach der Landung auf der USS Coral Sea 1979

E-2A (bis 1962 XW2F-1)Erste Serienversion mit AN/APS-96-Radar, 59 gebaut
TE-2ATrainerausführung (2 Stück aus E-2A umgerüstet)
E-2Bmodernisierte (umgebaute) Version der E-2A, 50 umgerüstet
E-2CHauptserienversion mit APS-120 oder ab 1976 mit APS-125-Radar (später mit Achtblattpropellern NP-2000 von Hamilton nachgerüstet), an der verlängerten Bugnase und dem größeren Kühler zu erkennen
E-2C „Group 0“modernisierte E-2C mit APS-138-Radar, ab 1980 im Dienst
E-2C „Group 1“modernisierte E-2C mit APS-139-Radar (vierfache verfolgbare Zielanzahl) und stärkeren Triebwerken, ab Ende der 1980er Jahre
E-2C „Group 2“modernisierte E-2C mit APS-145-Radar (vergrößerte Reichweite und bessere Erkennung von kleinen Objekten und Objekten am Boden, kann mehr als 20.000 Objekte gleichzeitig erfassen), ab 1992 im Dienst
E-2C Hawkeye 2000modernisierte E-2C mit leistungsfähigerem Zentralrechner von Raytheon und CEC-Integration. Der Erstflug erfolgte im April 1998, die Produktion läuft seit 2001, wobei alle 21 von der US Navy georderten neu gebauten Maschinen bis zum September 2009 ausgeliefert waren. Japan wird 9 seiner 13 E-2C auf den 2000er-Stand bringen. Taiwan erhielt bis 2004 zwei neu gebaute Maschinen.
TE-2CTrainerversion
E-2DUmfassend modernisierte E-2C-2000-Version. Das neue AN/APY-9-Radar verfügt durch die AESA-Antenne über deutlich bessere Leistungsparameter und eine höhere Zuverlässigkeit als das APS-145. Die Ortungsreichweite wurde gegenüber dem APS-145 fast verdoppelt. Die Hochleistungssender verwenden Siliziumkarbid als Halbleitermaterial und die Freund-Feind-Kennung übernimmt ein ADS-18/RCA. Das Radar arbeitet weiterhin im UHF-Bereich, ist weiterhin drehbar und erlaubt so sowohl eine 360°-Abtastung alle zwölf Sekunden als auch durch die elektronische Strahlschwenkung um 90° bestimmte Ziele länger im Blick zu halten. Auch die restliche Avionik wurde umfassend modernisiert. Die E-2D verfügt nun über ein neues Glascockpit mit drei 43-cm-Bildschirmen. Durch das Glascockpit ist es nun möglich, dass der Pilot oder Copilot als vierter Systemoffizier arbeiten kann. Die drei Arbeitsplätze der Radarbeobachter sind mit 51-cm-Bildschirmen ausgerüstet. Die Satellitenkommunikation übernehmen ein AN/ARC-210 und ein HF-121C. Die verbesserten T56-A-427A-Triebwerke besitzen ein modifiziertes Untersetzungsgetriebe und eine gesteigerte Notleistung für bessere Steigraten bei Triebwerksausfall. Zusätzlich wurde die Struktur verstärkt, um eine höhere Landemasse auf dem Träger und Reserven für einen zukünftigen Gewichtszuwachs zu ermöglichen. Ebenfalls neu ist die Klimaanlage mit größerer Kühlleistung, besserer Luftverteilung, einem druckbeaufschlagten Radarkühlsystem und einer Flüssigkeitskühlung mit Polyalphaolefin. Daneben erhielt das Flugzeug auch neue Funksysteme und die Fähigkeit zur Luftbetankung. Der Erstflug der Maschine erfolgte im August 2007. Erste simulierte Trägerlandungen im Oktober 2009 ergaben Probleme mit den Triebwerksaufhängungen, bei denen eine zu große Bewegung der Propellerturbinen zu einer Beschädigung eines Hitzeschildes in der Triebwerksgondel führte. Die notwendigen Modifikationen erfolgten im Juli 2010, nachdem die erste Maschine an die US Navy ausgeliefert wurde. Die erste Trägerlandung erfolgte am 30. Januar 2011. Die Einsatzfähigkeit soll im Jahre 2014 erreicht werden, wobei alle E-2C mit der Zeit (40 bis 2018) durch die D-Variante ersetzt werden sollen.
E-2KE-2C Hawkeye 2000 für Taiwan
E-2TVersion für Taiwan (1995 vier Stück geliefert, entsprechen E-2C „Group 2“). Alle vier werden auf den Standard E-2C Hawkeye 2000 aufgerüstet.

## Nutzerstaaten

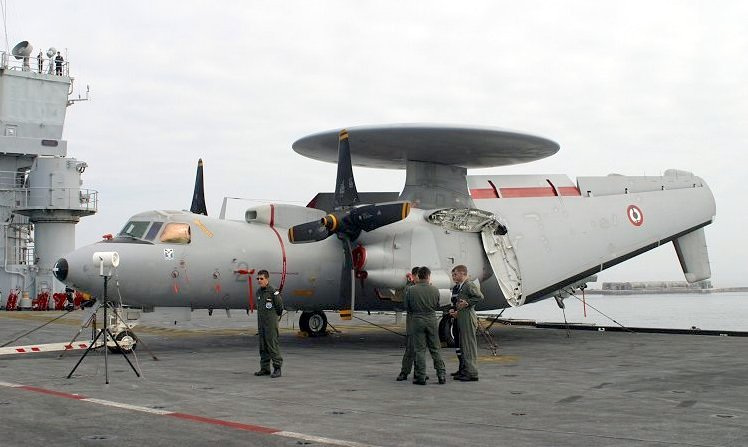
E-2C der Marine nationale auf dem Flugzeugträger Charles de Gaulle

Ägypten
Ägyptische Luftstreitkräfte: 6 E-2C
 Frankreich
Marine Nationale (Aéronavale): 6, 3 E-2C, 3 E-2D, der einzige Nutzerstaat neben den USA, der die Hawkeye auf Flugzeugträgern einsetzt.
 Israel
Israeli Air Force: 4 E-2C, früherer Besitzer, drei Hawkeyes wurden nach Mexiko verkauft.
 Japan
Japan Air Self-Defense Force: 31, 13 E-2C, 18 E-2D (in drei Losen als Ersatz für die E-2C zwischen 2015 und 2023 bestellt, im Zulauf)
 Mexiko
Mexikanische Marine: 3 E-2C
 Singapur
Republic of Singapore Air Force: 4 E-2C
 Taiwan
Luftstreitkräfte der Republik China: 6, 4 E-2T, 2 E-2K (erstere wurden später auf den E-2K-Standard modernisiert)
 Vereinigte Staaten
United States Navy: 245, 59 E-2A, 49 E-2B (alles modernisierte E-2A), 55+18+38 E-2C, 75 E-2D

## Technische Daten

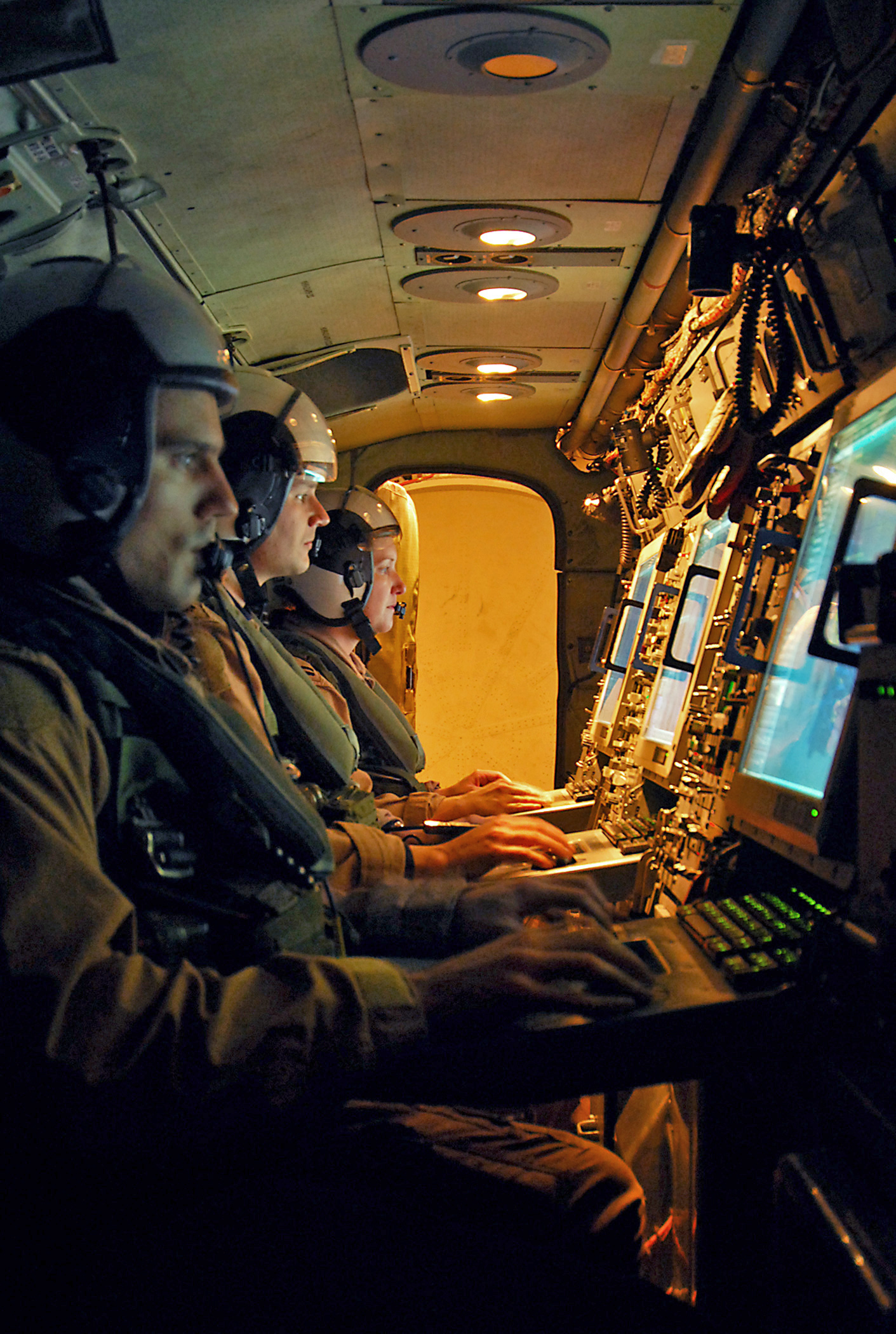
Die drei Radaroffiziere einer Hawkeye

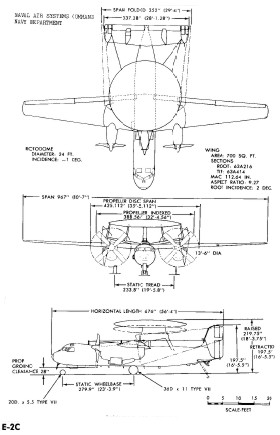
3-Seiten-Riss einer E-2C

| Kenngröße              | Daten |
| ---------------------- | --- |
| Länge                  | 17,6 m |
| Spannweite             | 24,56 m (8,94 m Tragflächen beigeklappt)                                                                                 |
| Höhe                   | 5,58 m |
| Flügelfläche           | 65,03 m² |
| Tankkapazität          | 6.900 l |
| Leermasse              | 18.090 kg (18.365 kg E-2D)                                                                                               |
| Maximale Startmasse    | 23.850 kg bis 26.080 kg (E-2D)                                                                                           |
| Marschgeschwindigkeit  | 480 km/h (Langstrecke)                                                                                                   |
| Höchstgeschwindigkeit  | 593 km/h (E-2A) bis 626 km/h (E-2C, E-2D)                                                                                |
| Steigzeit auf 9.390 m  | 33,5 min |
| Dienstgipfelhöhe       | 9.100 m (E-2A), 9.390 m (E-2C), 11.275 m (E-2D)                                                                          |
| Überführungsreichweite | 3.065 km (E-2A) bis 2.855 km (E-2C, E-2D)                                                                                |
| Maximale Einsatzdauer  | 6 h 15 min |
| Landerollstrecke:      | 440 m |
| Besatzung:             | fünf (zwei Piloten und drei Systemoffiziere in der klimatisierten Kabine)                                                |
| Bewaffnung             | keine |
| Antrieb:               | zwei Allison T56-A427-Turboprop-Triebwerke mit je 3.800 kW Leistung (je nach Version auch T56-A8/8, T56-A425, T56-A427A) |

### Daten des APS-145-Radars
- Antennengewicht: 772 kg[10]
- Antennenabmessungen (Höhe × Durchmesser): 0,76 × 7,32 m
- Frequenzbereich: 400–450 MHz (16 selektierbare Bereiche)
- Impulsleistung: 1 MW
- Sendezeit: 13 μs
- Antennenumlaufzeit: 12 Sekunden
- Öffnungswinkel: 7° × 20°
- Reichweite:
  - großes Ziel: 650 km
  - Marschflugkörper: 270 km
- Verfolgbare Ziele: 2.000

## Zwischenfälle
Gemäß der Datenbank des Aviation Safety Networks gab es 36 Zwischenfälle mit 46 Todesfällen zu beklagen. Bei den 36 Zwischenfällen mussten 23 E-2 abgeschrieben werden, ein Flugzeug wird seitdem vermisst, an fünf E-2 entstand erheblicher Schaden, an vier nur geringer Schaden, an zwei Maschinen ist das Ausmaß des Schadens unbekannt und in einem Fall wurden Personen verletzt, aber das Flugzeug selber erlitt keinen Schaden. So zum Beispiel am 30. März 2022, als eine E-2D Hawkeye der Navy in der Nähe von Wallops Island abstürzte. Ein Besatzungsmitglied verstarb im Flugzeug und zwei weitere wurden gerettet.

## Ähnliche Typen
Brasilien
- Embraer R-99A (EMB-145SA mit selbem Eriye-Radar wie Saab 340AEW)

 Volksrepublik China
- KongJing-2000 „Mairing“ (Il-76 AWACS)
- KJ-200 (Shaanxi Y-8 AWACS)

 Vereinigtes Königreich
- Avro 696 AEW Mk.2 „Shackleton“

 Vereinigte Staaten
- Boeing E-3A „Sentry“ (AWACS)
- Boeing 737 AEW&C (Boeing 737-700ER AWACS)

 Russland
- Berjew A-50A „Mainstay“
- Tupolew Tu-126 „Moss“ (inzwischen außer Dienst)

 Schweden
- Saab 2000 Erieye AEW & C
- Saab 340B AEW-300 (S-100D „Argus“ mit Erieye-Radarsystem)
- Aufklärungsflugzeug